# يوليان بوتسمانيوك
يوليان بوتسمانيوك (3 يوليو 1885- 30 ديسمبر 1967) رسام ومصور أوكراني وكندي
درس في أكاديمية الفنون كراكوف، رسم زخرفة في دير المهد وكنيسة قلب المسيح، و درس في أكاديمية الفنون في براغ. في عام 1950 هاجر إلى إدمونتون كندا. قام بتزيين كاتدرائية القديس يوسافا في إدمونتون.

## وصلات خارجية
- الأوكرانيون في الخارج.